# 基歐諾西斯戰役
基歐諾西斯戰役，是一件重大的事件發生在星球大戰的故事情節，發生在《星球大戰前傳II：複製人侵略》、《星球大戰：複製戰紀》及《星際大戰：反抗軍起義》中。

## 基歐諾西斯戰役
在影片中，安納金和帕米等二人因想救歐比旺來到基歐諾西斯，在機械人製造工廠內吃盡苦頭之後，被賞金獵人強格·費特活捉。冷酷的杜库伯爵將歐比旺、安納金和帕米三人送上大角鬥場，希望他們被放出的怪獸蹂躪至死。可是绝地大師魅使·雲度帶領绝地武士進攻基歐諾西斯，與杜库伯爵放出的機械人军團大戰。绝地武士傷亡慘重，雲度、歐比旺、安納金和帕米等幾十人被機械人包圍。突然，尤達大師指揮下的克隆人军團到基歐諾西斯支援绝地武士們。這支克隆人军團是一個死去的绝地大師用银河共和国的名義在十幾年前所訂下的，由歐比旺不久前在外層區域行星卡密諾找到的，尤達以银河共和国將軍身份動員這支克隆人军團。雙方交戰，混戰中強格·費特被雲度大師斬首。同時歐比旺和安納金二人尋找杜库伯爵，終在一個停機坪裡找到他並展開光劍格鬥。可是格鬥中歐比旺和安納金落敗，安納金的右手也被砍掉，不過尤達大師來到擊退了杜库伯爵，機械人军團也被擊退，基歐諾西斯戰役完結了，但克隆戰爭全面爆發。

## 第二次基歐諾西斯戰役
在影片中，绝地组织在加入貿易联邦的前共和国參議員克洛維斯得知，杜库伯爵在曾被共和國解放的基歐諾西斯上重建機械人製造工廠，並由當地的分離主義領導人管理。绝地為了破壞工廠並重佔整個基歐諾西斯而入侵基歐諾西斯，安納金、歐比旺、基·阿迪·曼迪以及盧米娜拉·昂杜利等人全面進攻。破壞工廠的防衛罩分三路進攻，但由於基歐諾西斯人與机器人军不斷開火攻擊直昇機，只有歐比旺一隊成功降落正確的地方，不過歐比旺也受了傷，基·阿迪·曼迪和安納金兩隊被擊落而在地面前進。安納金隊在前進時被一道堡疊擋下，基·阿迪·曼迪也被逼行有大量基歐諾西斯人防衛的山洞。最後基·阿迪·曼迪成功穿過山洞，安納金也破壞堡疊與基·阿迪·曼迪及歐比旺會合，最後將防衛罩破壞。防衛罩破壞後，安納金和盧米娜拉·昂杜利以及二人的學徙準備破壞工廠。他們決定出動二個學徙由工廠地底進入，並派大軍正面引誘分離主義軍。經過大戰，分離主義軍出動超級坦克，共和國軍無法破壞，同時二個學徙被分離主義軍發現，基歐諾西斯人將全部炸藥拿走，並用超級坦克準備殺了二個學徙。安納金和盧米娜拉·昂杜利成功在橋底放炸藥並將橋上的20台超級坦克破壞，同時二個學徙搶下超級坦克再將機械人製造工廠破壞。雖然破壞了工廠，但二個學徙活埋在地底，安納金和盧米娜拉·昂杜利用原力將地上的泥土及鐵板移走，救了二人。